# Archeologie

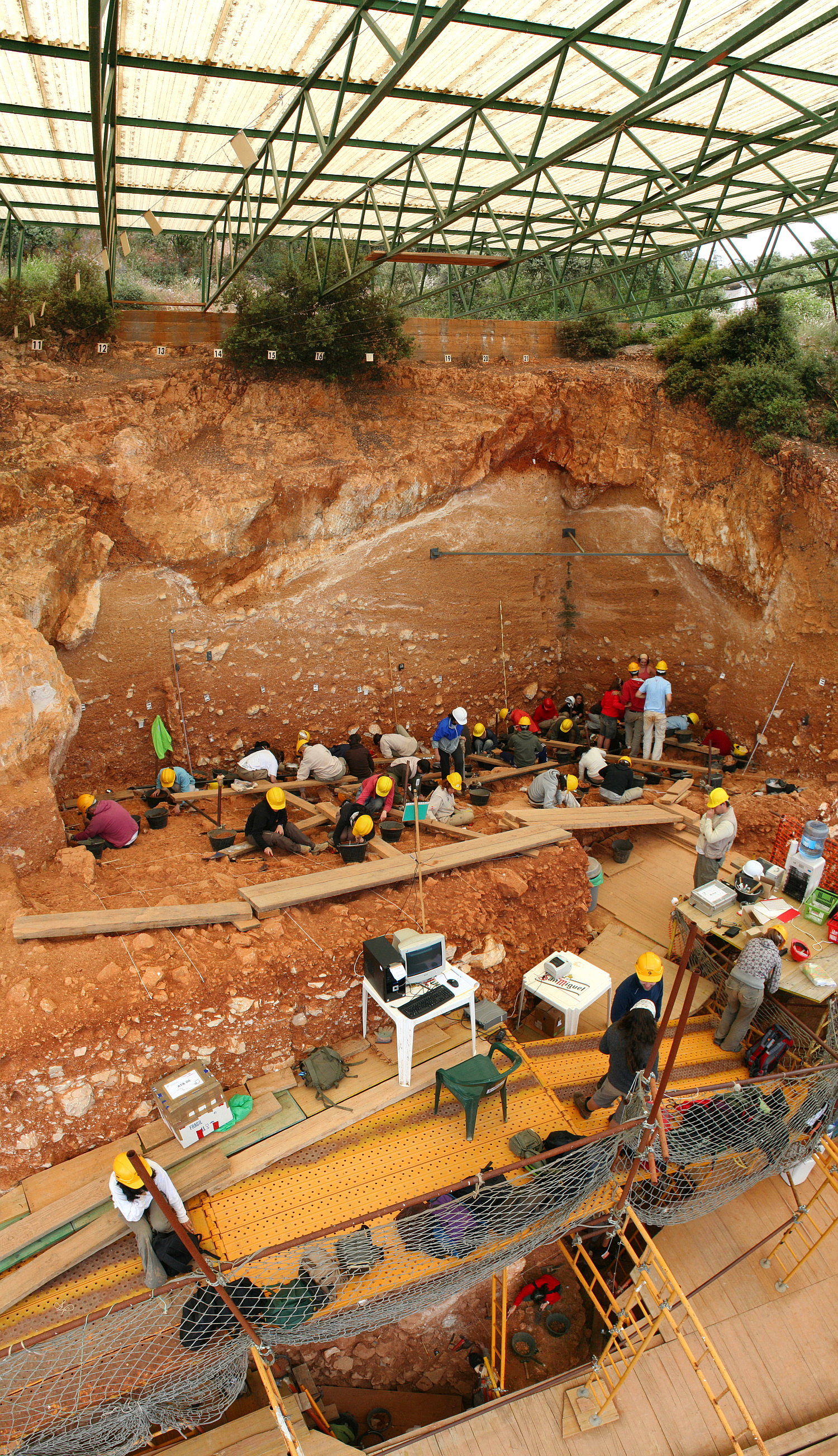
De archeologische vindplaats van Atapuerca op de Spaanse Hoogvlakte

Archeologie (Oudgrieks: ἀρχαῖος – λόγος : 'leer der oudheid') is de wetenschap die overblijfselen van oude culturen bestudeert teneinde het verleden te reconstrueren en te duiden. Dergelijke overblijfselen, in het bijzonder door de mens vervaardigde gebruiksvoorwerpen (artefacten), worden bij opgravingen gevonden. Het wetenschappelijk onderzoek behelst die overblijfselen en de context waarin zij worden aangetroffen.
De archeologische wetenschap heeft een sterk interdisciplinair karakter: diverse aspecten van haar theorie en methoden zijn ontleend aan principes van de culturele en fysische antropologie, de aardwetenschappen, biologie, kunstgeschiedenis en linguïstiek. Voor het op wetenschappelijke wijze dateren van archeologische vondsten, de archeometrie, worden natuurkundige en chemische methoden toegepast. De interdisciplinaire ontwikkeling leidde tot moderne subdisciplines als de geoarcheologie, de archeozoölogie, archeobotanie en de landschapsarcheologie. Daarnaast is er ook forensische archeologie en contemporaine archeologie.
De archeologie wordt vaak cultuurgericht ingedeeld; zo bestudeert de klassiek archeologische richting of Mediterrane archeologie de klassieke oudheid en richt de egyptologie zich op de Egyptische cultuur. In de hedendaagse egyptologie ligt overigens het zwaartepunt op taalkundige aspecten en is de Egyptische archeologie ook weer een aparte discipline.

## Geschiedenis van de archeologie

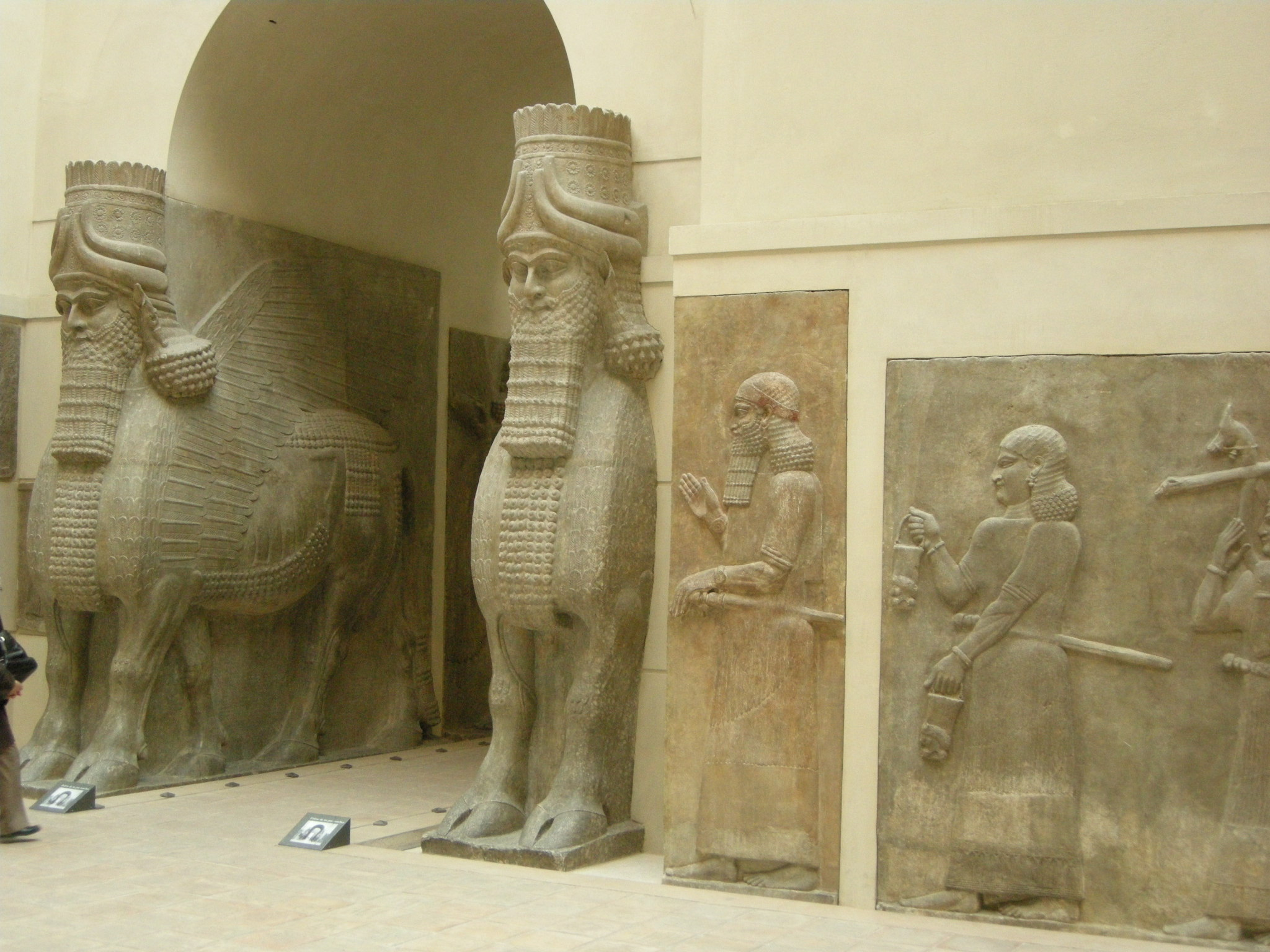
Oudheden in het Louvre

Sinds het verdwijnen van de vroegste beschavingen moeten mensen zijn gestuit op resten van oude culturen maar het zou tot de 19e eeuw duren totdat men tot het inzicht kwam deze prehistorische voorwerpen op een juiste wijze te vergaren, te ordenen en te duiden. De voorloper van de moderne archeoloog was niet meer dan een jager op schatten of in een iets gunstiger geval een verzamelaar van curiosa.
Gedreven door nieuwsgierigheid naar de herkomst van de prehistorische voorwerpen en de afkomst van de mens transformeerden mensen als Christian Jürgensen Thomsen, Charles Lyell en Charles Darwin de chaotische en ongestructureerde collecties tot samenhangende verzamelingen en ontwikkelden archeologen als Heinrich Schliemann, Giuseppe Fiorelli, Augustus Pitt Rivers en William Flinders Petrie een verantwoorde manier van opgraven.

### De eerste opgravingen
De eerste echte opgraving wordt toegeschreven aan Thomas Jefferson, in zijn latere leven de derde president van de Verenigde Staten. Hij trok in 1784 een sleuf rond een graf op zijn eigen landgoed in Virginia. In de streek van Jefferson geloofden de mensen dat deze graven afkomstig waren van geheimzinnige heuvelbouwers. Hij kwam tot de conclusie dat deze heuvels waren gebouwd door inheemse indianen die het gebruikten als graf. Jefferson was zijn tijd ver vooruit; hij deed alles zeer nauwkeurig. Zijn methode werd overgenomen door de latere Noord-Amerikaanse opgravers.

### Het begin van de moderne archeologie

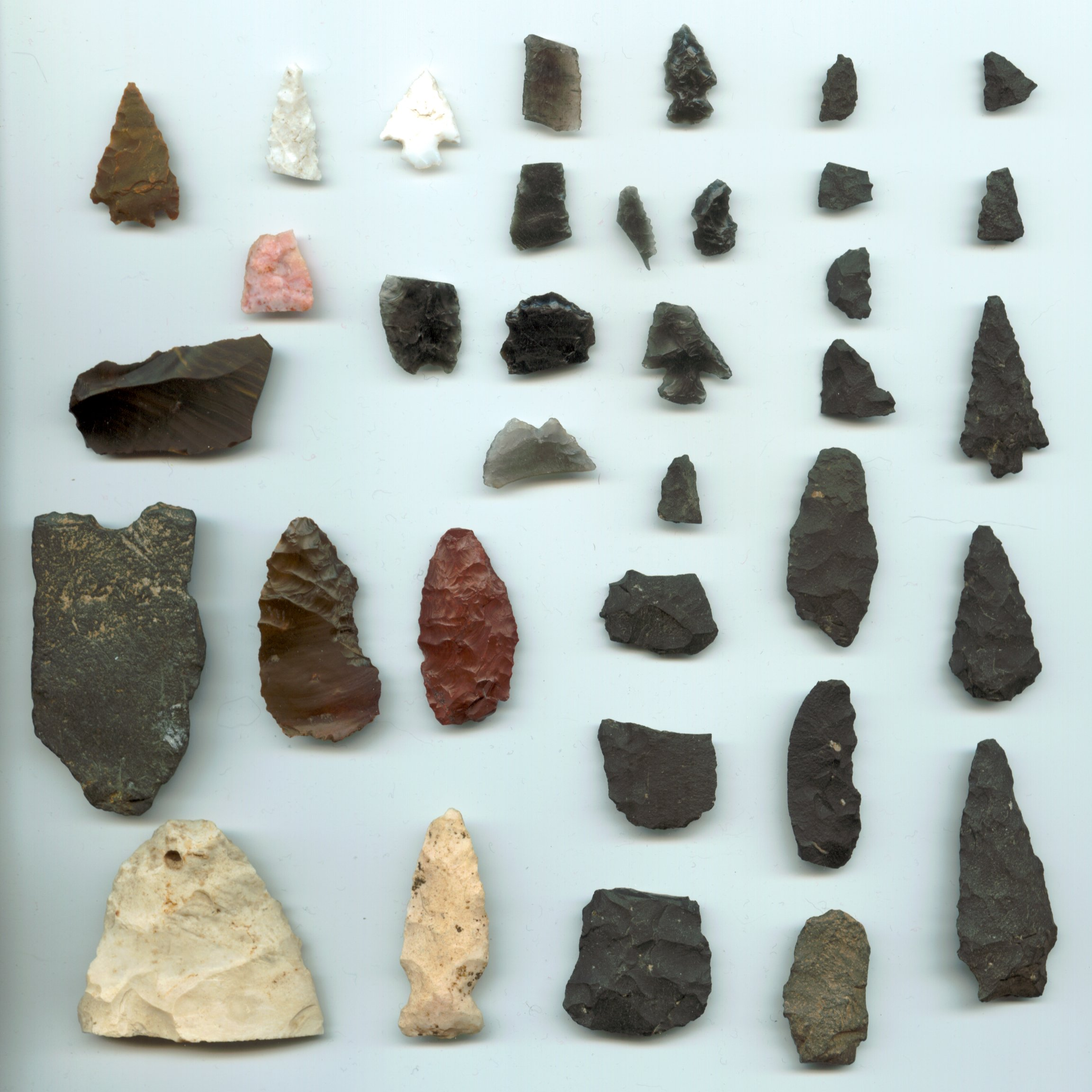
Noord-Amerikaanse artefacten

Archeologie ontwikkelde zich tot een wetenschap in het midden van de 19e eeuw. De Schotse geoloog James Hutton bestudeerde in zijn Theory of the Earth (1785) de stratificatie van sedimenten. Hij toonde aan dat de stratificatie van sedimenten veroorzaakt werd door voortdurende processen in zee, rivieren en meren. Daarmee legde hij de basis voor het uniformitarianisme. In 1830 betoogde Charles Lyell in zijn Principles of Geology dat de oude geologische condities gelijkwaardig waren aan de huidige.
Een Frans inspecteur, Jacques Boucher de Perthes, werkzaam in de Sommevallei, publiceerde in 1841 een artikel waarbij hij een verband aantoonde tussen menselijke werktuigen (vuistbijlen) en uitgestorven diersoorten. Hij concludeerde hieruit dat lang voor de Bijbelse vloed sprake was van menselijk bestaan. De ideeën van Jacques Boucher de Perthes liepen vooruit op die van een andere grote 19e-eeuwse wetenschapper, Charles Darwin.
Nederland had in 1818 met Caspar Reuvens de eerste hoogleraar archeologie ter wereld. Hij deed tussen 1827 en 1834 archeologisch onderzoek naar de Romeinse resten van Forum Hadriani in Voorburg op wetenschappelijk voorbeeldige wijze.

### Nederlandse database
Sinds 2016 bestaat in Nederland de database Portable Antiquities Netherlands (PAN), waarin vondsten van particulieren door hen kunnen worden opgeslagen en gepubliceerd.
In eerste instantie had de database tot doel privécollecties te kunnen vastleggen. Deze collecties bestaan voornamelijk uit vondsten gedaan met metaaldetectors. Sinds 2020 worden ook maritieme vondsten, vondsten in rivieren en aan zee, in de database vastgelegd.

## Archeologische methoden

### Inspectie van de vindplaats

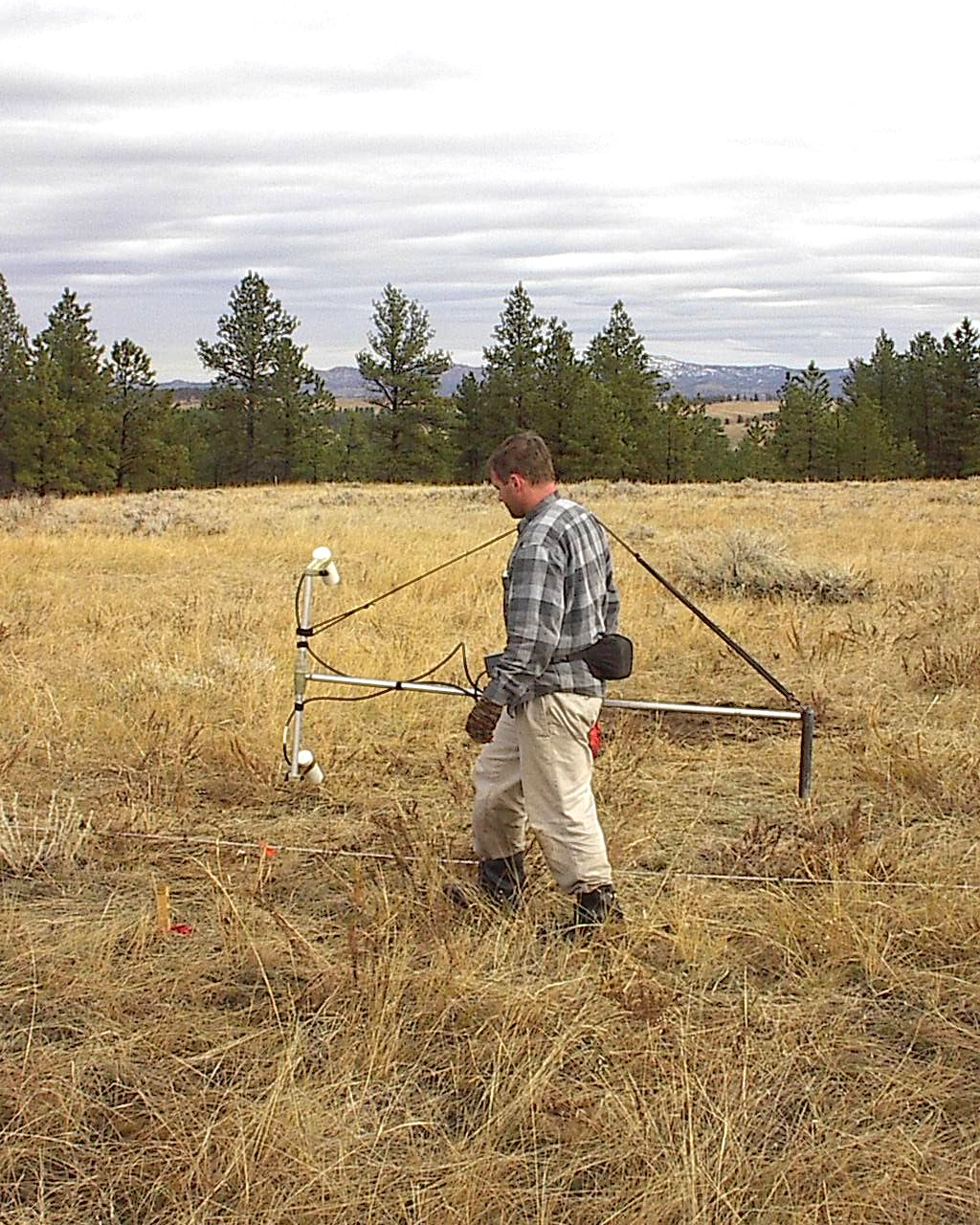
Archeologisch onderzoek in Montana (VS) met een magnetometer

Een vindplaats moet in zijn geheel systematisch in kaart worden gebracht om zo veel mogelijk informatie te verwerven over omgeving en organisatie van de vroege cultuur. Hiervoor kan gebruik worden gemaakt van (lucht)fotografie, geofysisch onderzoek en het global positioning system. Ook onderzoek aan de hand van historische kaarten en hoogtekaarten van het Actueel Hoogtebestand Nederland is zeer gebruikelijk.
Met luchtfotografie kan de onderzoeker op een unieke manier resten van gebouwen en structuren traceren. De plekken waar ooit mensen woonden zien er namelijk vanuit de hoogte vaak anders uit door een verschil in vegetatie en lichtreflectie. Verschillen in het plantendek worden veroorzaakt door plaatselijke verschillen in bodemopbouw en bodemvochtigheid en door bijvoorbeeld een stagnerende groei boven muurresten. In combinatie met bepaalde weersomstandigheden, zoals opnamen na lichte sneeuwval, bij intredende dooi of tijdens uitzonderlijke droogte, kunnen op luchtfoto's patronen te zien zijn die bij andere luchtopnamen niet zichtbaar zijn. Luchtfoto's worden ook genomen om de diverse stadia van de opgraving te documenteren en meer inzicht te verkrijgen in de inrichting, omvang en omgeving van vroegere nederzettingen. Door de introductie van drones is het middel luchtfotografie van sites en onderzoeksterreinen toegankelijker dan ooit.
Met het geofysisch onderzoek kan de archeoloog ondergrondse voorwerpen ontdekken en fundamenten karteren zonder een spade in de bodem te hoeven steken. Een magnetometer of metaaldetector bijvoorbeeld detecteert verschillen in het ijzergehalte in de bodem, waarmee voorwerpen en bouwwerken kunnen worden ontdekt. In de huidige archeologische praktijk is het gebruikelijk dat in deze verkenningsfase ook een - meestal handmatig - booronderzoek plaatsvindt, waarbij de archeologische verwachting wordt getoetst. Er worden dan boringen gezet, waarvan de boorkern wordt beoordeeld op de aanwezigheid van artefacten, kleuren en afzettingen, zoals fosfaatverrijking, die kunnen wijzen op menselijke aanwezigheid in het verleden.

### De opgraving

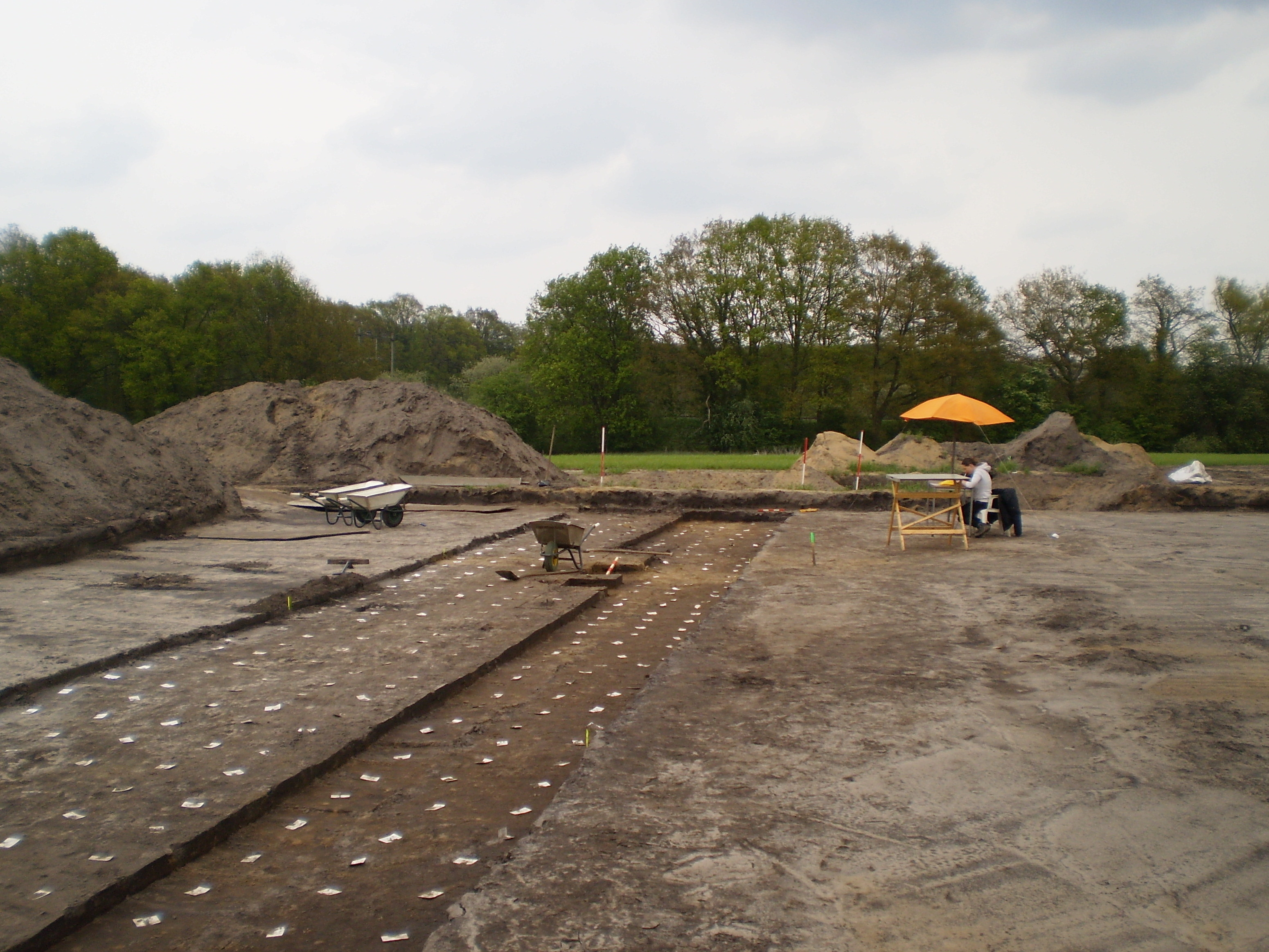
Archeologische opgraving bij Epse (Nederland)

Velen associëren archeologie met opgraven en dit is inderdaad een wezenlijk aspect in de verwerving van kennis over het menselijk verleden. Het op juiste wijze blootleggen, verzamelen en documenteren van prehistorische voorwerpen is een cruciale fase in het onderzoek, omdat een verkeerde werkwijze leidt tot onherstelbaar gegevensverlies. De door grafrovers en fortuinzoekers verkregen voorwerpen zijn voor de wetenschapper vaak van beperkt belang door het ontbreken van samenhang. Het is bij de opgraving van groot belang te beseffen dat aardlagen door de tijd heen boven elkaar worden gevormd en dat normaal gesproken de voorwerpen die het diepst in de grond liggen het oudste zijn. Een afdaling in de grond is een reis naar het verleden en het is daarom voor de datering van belang dat zorgvuldig wordt geregistreerd op welke diepte voorwerpen zijn aangetroffen. Het uitgangspunt is dan ook dat de vondsten die als laatste door mensen zijn gebruikt als eerste worden geborgen. Dit betekent dat als de gevormde aardlagen niet zijn verstoord, de toplaag voor de archeoloog meestal het minst interessant is, en dat die iets minder zorgvuldig verwijderd kan worden.

### Analyse
Dit is de fase waar het allemaal om begonnen is. Inspectie, opgraving en documentatie stellen de onderzoeker in staat de (pre)historie te bestuderen. De aan de vergetelheid ontrukte resten worden gedateerd, geïnterpreteerd en vergeleken met eerdere vondsten waarna de verworven inzichten worden gepubliceerd.

### Contemporaine Archeologie
Met de opkomst van contemporaine archeologie is het aantal methodieken in de archeologie sterk vergroot. Nu archeologen zich ook steeds vaker bezighouden met menselijke sporen uit de 20ste eeuw en zelfs met sporen van het zeer recente verleden, horen ook digitale datamining, interviews met ooggetuigen en registratie door middel van fotografie (waarbij dus niet meer wordt opgegraven, omdat de sporen al aan het oppervlak liggen) tot de archeologische methoden. Een van de onderwerpen waarin dit sterk naar voren komt, is de archeologie van de Tweede Wereldoorlog.

## Misvattingen over archeologie

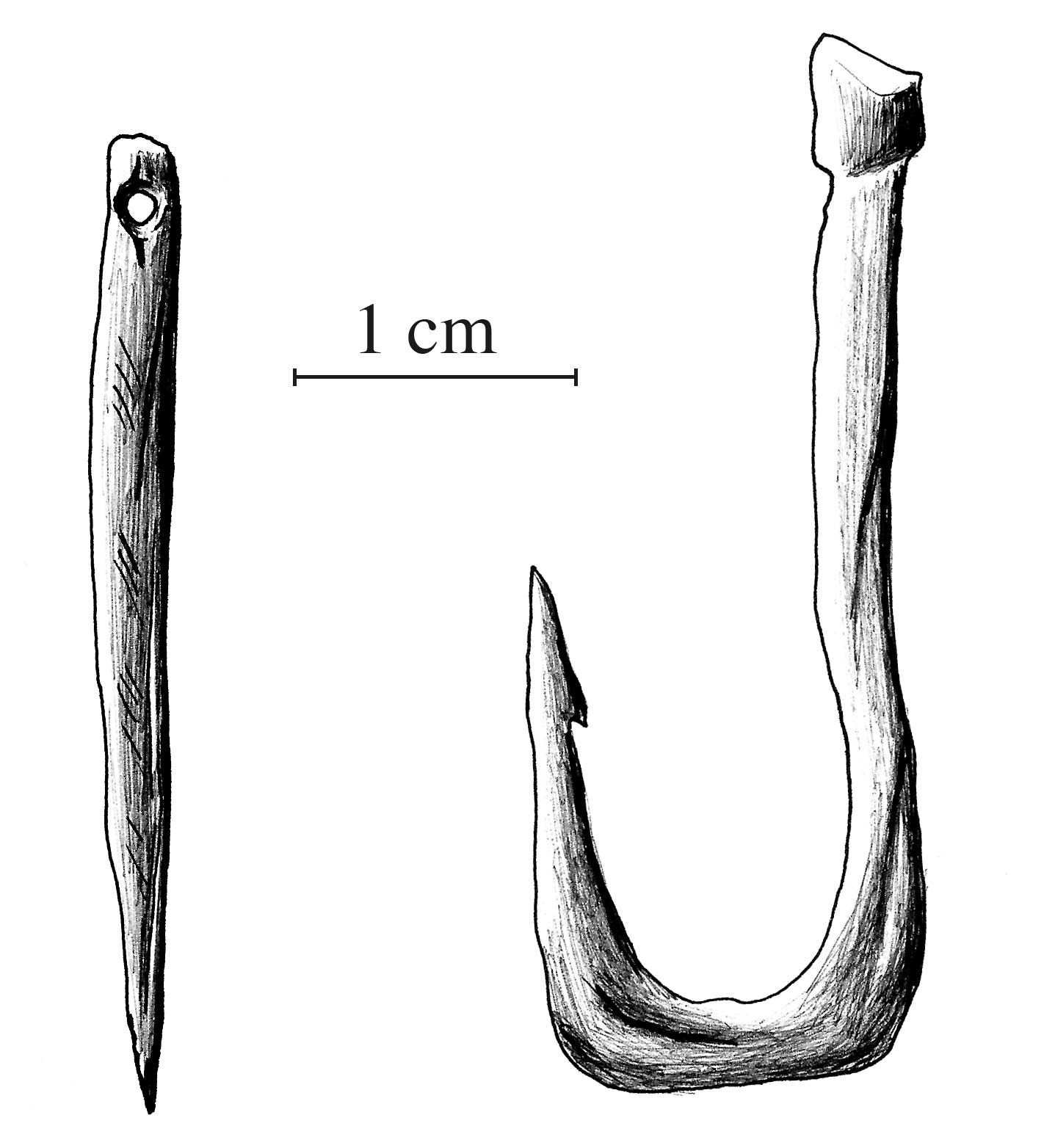
naald en vishaak gemaakt van bot, Laat-paleolithicum

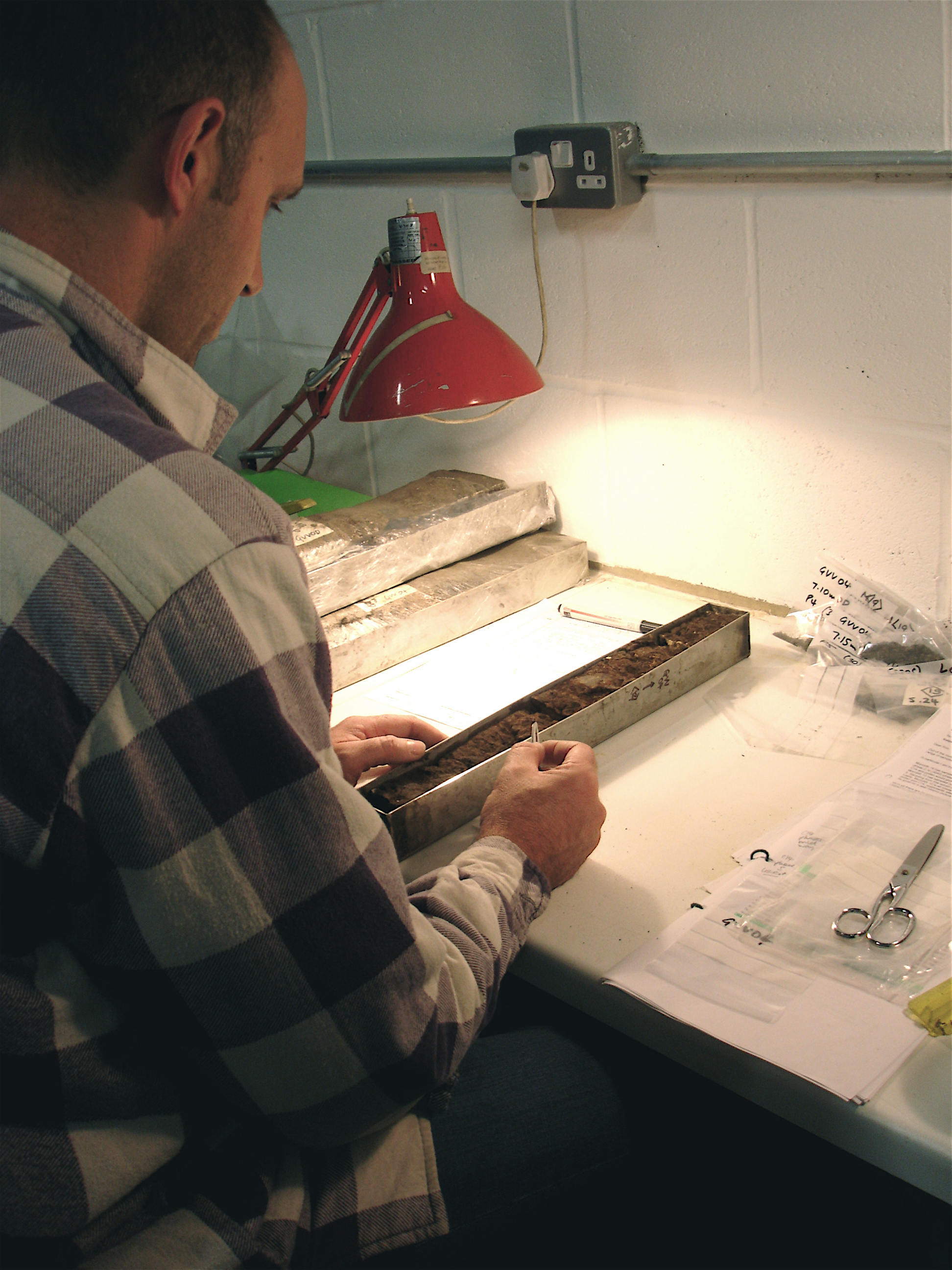
Geoarcheoloog aan het werk

- De archeoloog wordt ten onrechte soms gezien als een soort (schat)graver; maar de speurtocht naar oude overblijfselen dient slechts om de kennis van het menselijk verleden te vergroten. Theoretisch kan een prehistorische afvalhoop interessanter zijn dan goud of juwelen.
- De archeologie bestudeert menselijke culturen. Het is geen studie naar uitgestorven diersoorten zoals dinosauriërs; dat is namelijk een tak van de biologie: de paleontologie. Overigens bestond de mens nog niet in het Mesozoïcum, het tijdperk waarin de dinosauriërs leefden. Flora- en faunaresten worden wel door archeologen bestudeerd als dit bijdraagt aan de kennis van de vroegere mens en zijn milieu. Niet alle fossielen en pollen uit dezelfde aardlagen als de artefacten zijn indicatief voor de ouderdom van de vroegere menselijke producten en het paleomilieu waarin de mensen leefden, het kunnen ook overblijfselen zijn van de door de mens bedreven akkerbouw en veeteelt. Een goede archeoloog moet daarom voldoende weten over de flora en fauna uit het Pleistoceen en de eerste fasen van het Holoceen. Plantaardige en dierlijke resten in archeologische context worden bestudeerd in de archeobotanie en de archeozoölogie.
- Bij toeval gevonden archeologische objecten worden niet automatisch eigendom van de vinder omdat zij behoren tot het cultureel erfgoed. De meeste landen beschouwen archeologica daarom als staatseigendom en zij eisen dat vondsten bij de overheid worden gemeld. Artefacten mogen vanzelfsprekend niet simpelweg uit de grond worden gehaald omdat dan cruciale gegevens verloren gaan. Het niet melden en illegaal exporteren van archeologische vondsten is in veel landen strafbaar en wordt in landen als Egypte en Ierland streng gesanctioneerd.
- Hoewel vaak wordt gesproken van 'de archeologie' alsof dit één wetenschappelijke stroming is, is dit in werkelijkheid niet zo. In Nederland wordt archeologie meestal ingedeeld bij de historische wetenschappen of de geesteswetenschappen, maar in de Verenigde Staten is archeologie een onderdeel van de antropologie. Daarnaast zijn er verschillende grondslagen voor archeologisch onderzoek, zoals de processuele archeologie, de postprocessuele archeologie, maar ook de recent opkomende stromingen van publieke archeologie, community archeologie en contemporaine archeologie, die onderling sterk verschillen in ideeën over goed archeologisch onderzoek. Daarnaast bestaat archeologie uit een groot aantal specialisaties, van tijdvakspecialisaties tot osteologie, tot dendrochronologie, tot metallurgie en historische geografie.

## Nederlandse wettelijke regels
In Nederland geldt voor iedereen (en dus ook voor professionele archeologen) een wettelijke plicht om een vondst te melden bij de Rijksdienst voor het Cultureel Erfgoed en zijn opgravingen gebonden aan strikte regels. Zo dient voor veldonderzoek, zoals booronderzoek en opgravingen, een Certificaat te worden behaald via een certificerende instelling.
Artikel 5.10 van de Erfgoedwet 2016 bepaalt dat de overheid eigenaar is van de vondsten tenzij iemand (anders) zijn eigendomsrecht kan bewijzen. De opgravingsresultaten dienen binnen twee jaar na het einde van de opgraving schriftelijk te worden gerapporteerd aan de minister, de eigenaar en burgemeester en wethouders van de gemeente waar de opgraving plaatsvond.

### Verdrag van Malta
In oktober 2003 is een voorstel voor de wijziging van de Monumentenwet 1988 en enkele andere wetten naar de Tweede Kamer gestuurd. Hiermee worden de principes van het Verdrag van Malta doorgevoerd in de Nederlandse wetgeving. Op 4 april 2006 is het wetsvoorstel door de Tweede Kamer goedgekeurd en in december van dat jaar gaf de Eerste Kamer ook haar goedkeuring. Op 1 september 2007 trad de Wet op de archeologische monumentenzorg (waarbij de Monumentenwet 1988 werd gewijzigd) in werking.

### Metaaldetectie
Na een wijziging van de Monumentenwet in 2012 (sinds 2015 Erfgoedwet) zijn de regel ten aanzien van metaaldetectie door amateurs versoepeld. Waar het voor die tijd metaaldetectie niet expliciet was toegestaan, mag nu vrij gezocht worden en gegraven tot een diepte van 30 cm. Dit geldt uiteraard niet voor plaatsen en objecten die zijn aangewezen als archeologisch monument en gebieden waar gemeente metaaldetectie via een algemene plaatselijke verordening verboden hebben, zoals Arnhem en delen van Ede.

## Vlaamse decretale regels
In België valt roerend erfgoed onder de bevoegdheid van de Gemeenschappen en onroerend erfgoed onder de bevoegdheid van de Gewesten. Voor roerende archeologische vondsten is dus de Vlaamse Gemeenschap bevoegd. Zij heeft hiervoor een Archeologiedecreet uitgevaardigd, dat het archeologisch onderzoek regelt. Zo geldt er een wettelijke plicht om toevalsvondsten te melden aan de bevoegde overheid. Voor archeologische opgravingen is een vergunning vereist, alsook voor het gebruik van (metaal)detectoren. Wat het eigendomsrecht betreft, gelden de bepalingen uit het Burgerlijk Wetboek inzake schatvondst en recht van natrekking echter onverminderd.

Diverse archeologische plaatsen
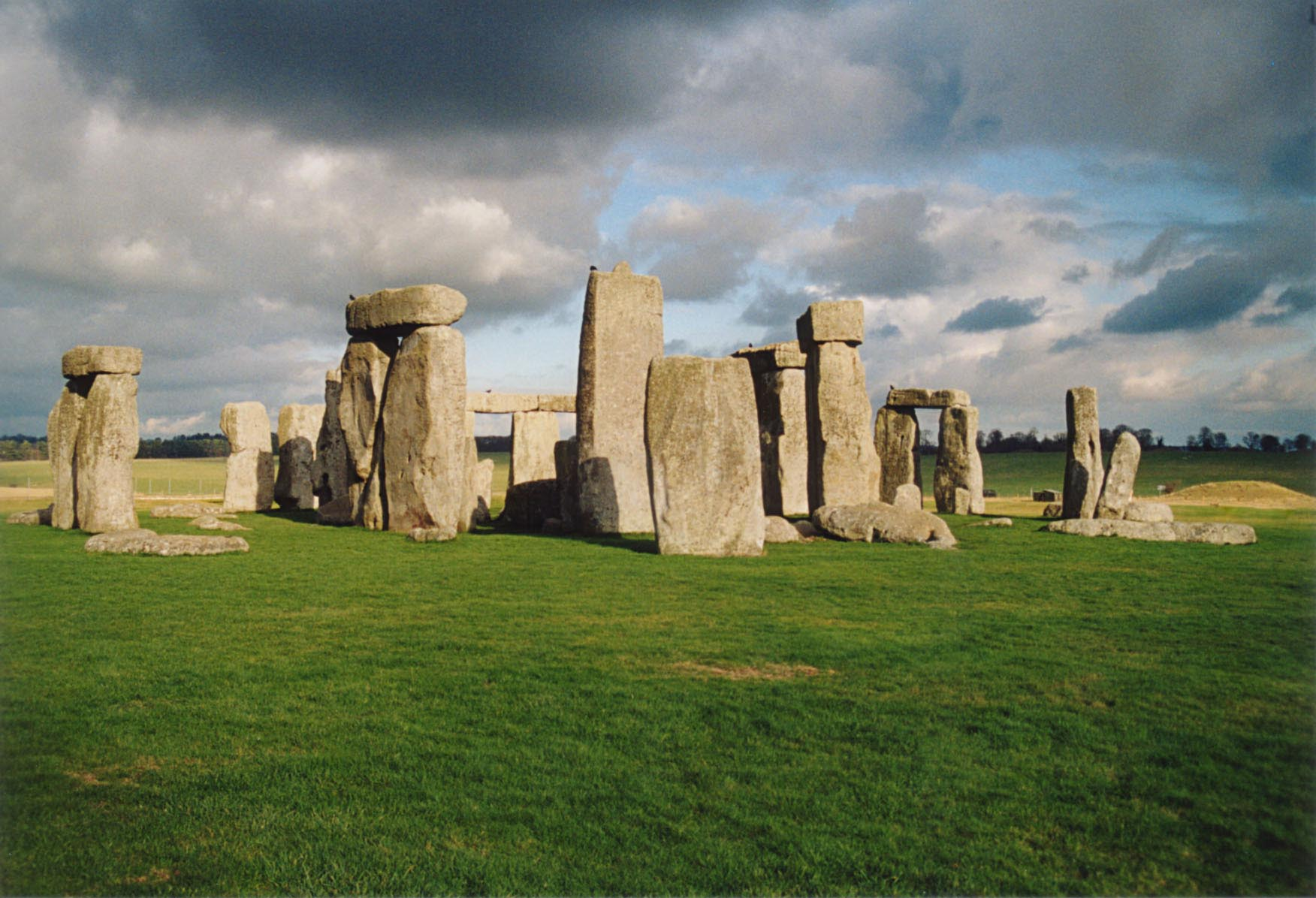
Stonehenge, Verenigd Koninkrijk
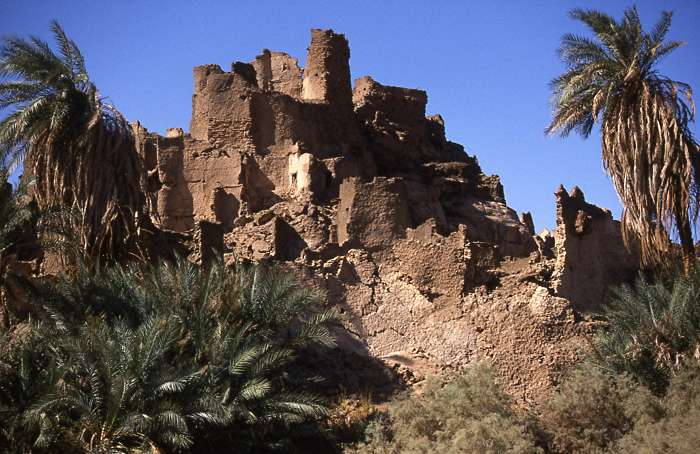
Djadoplateau, Niger
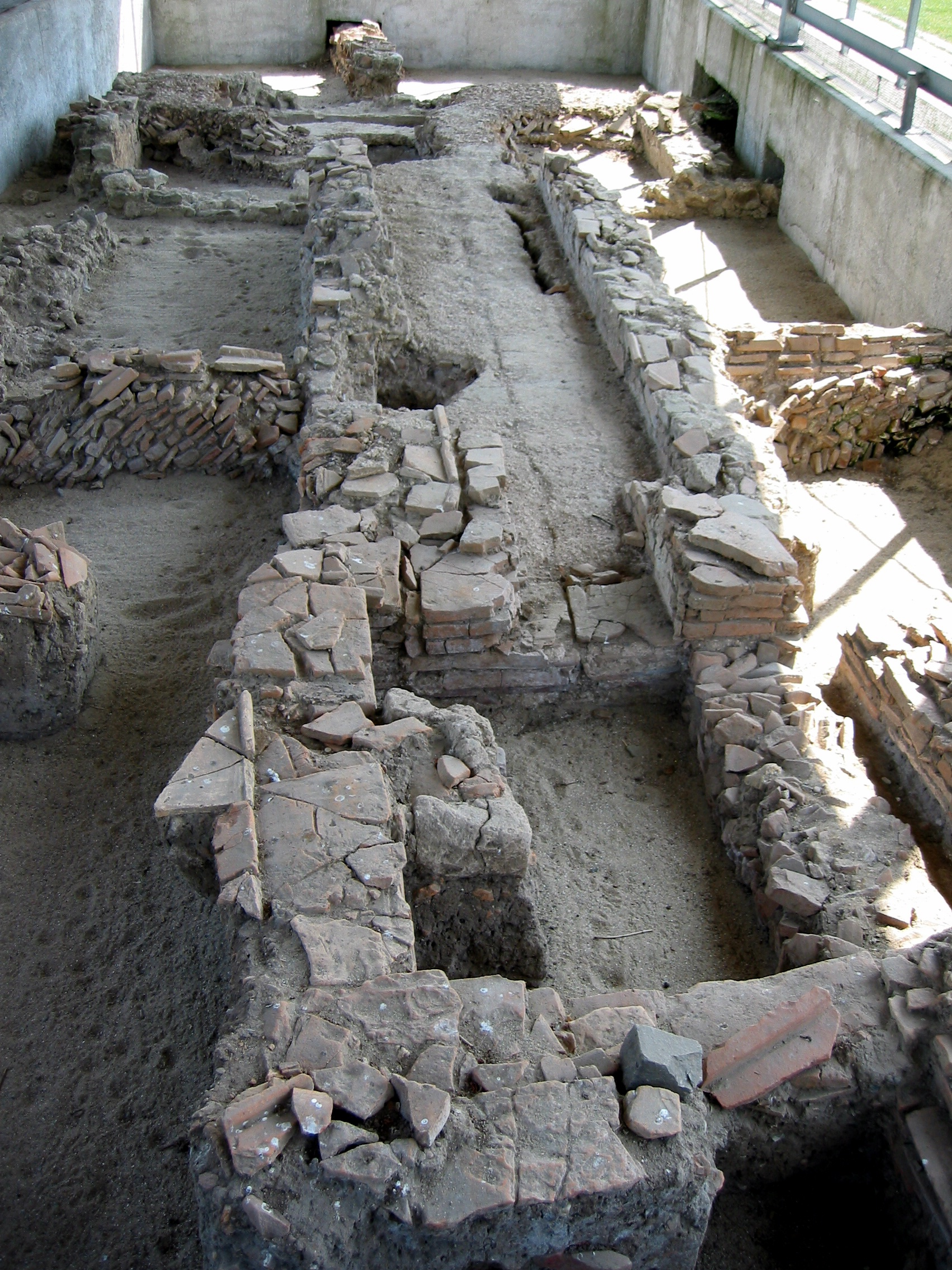
Xanten, Duitsland
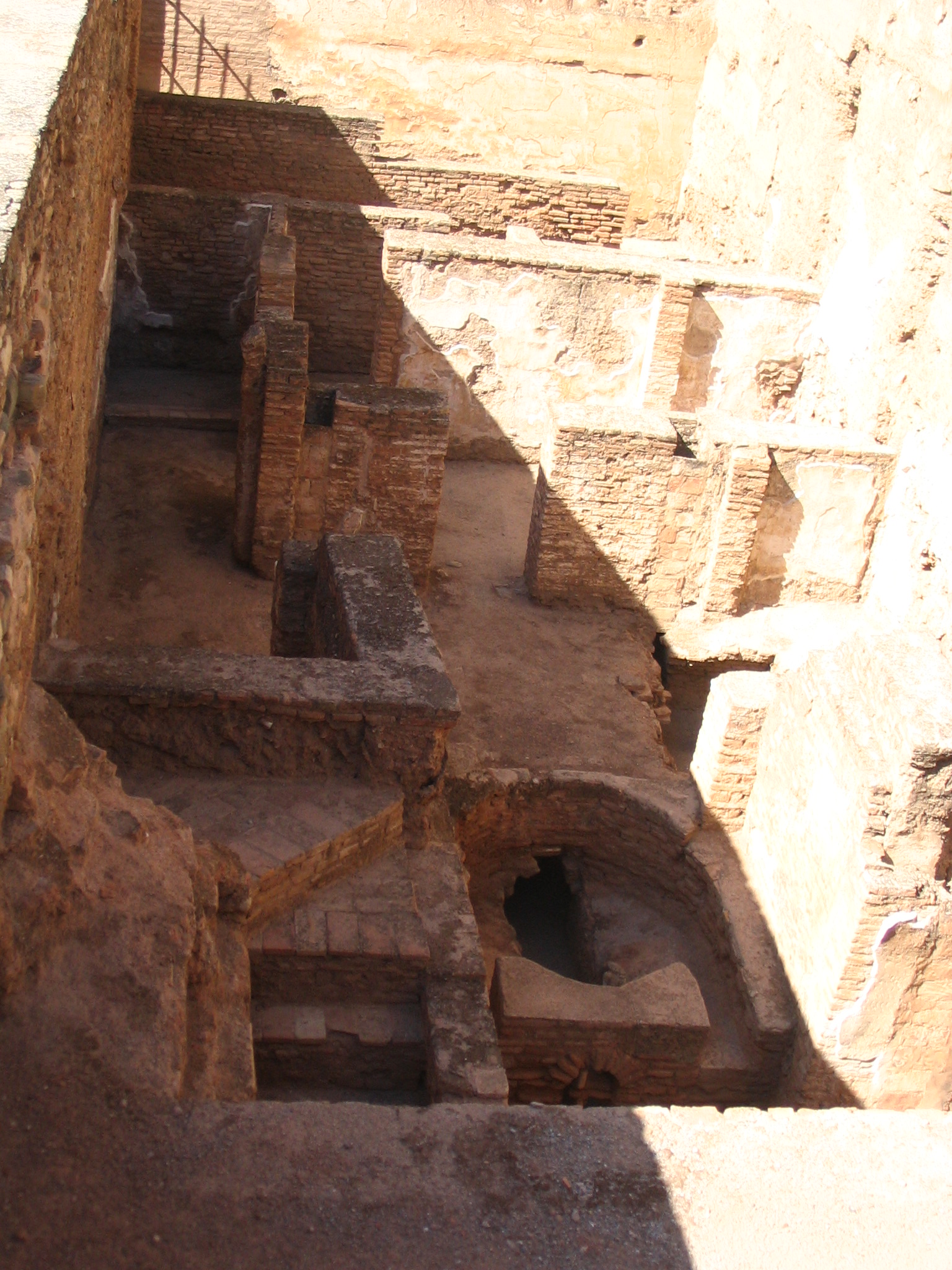
Alhambra, Spanje
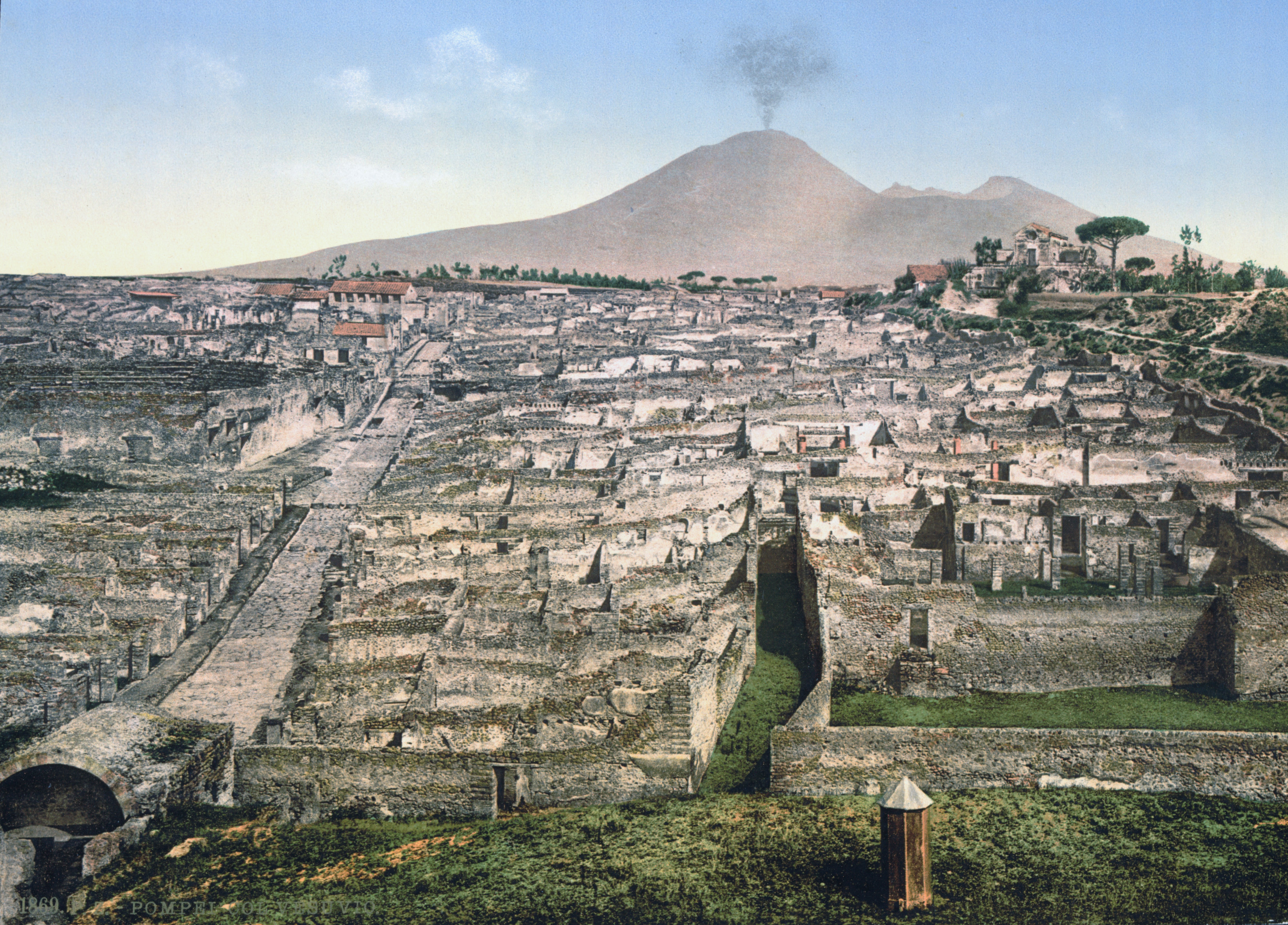
Pompeï, Italië
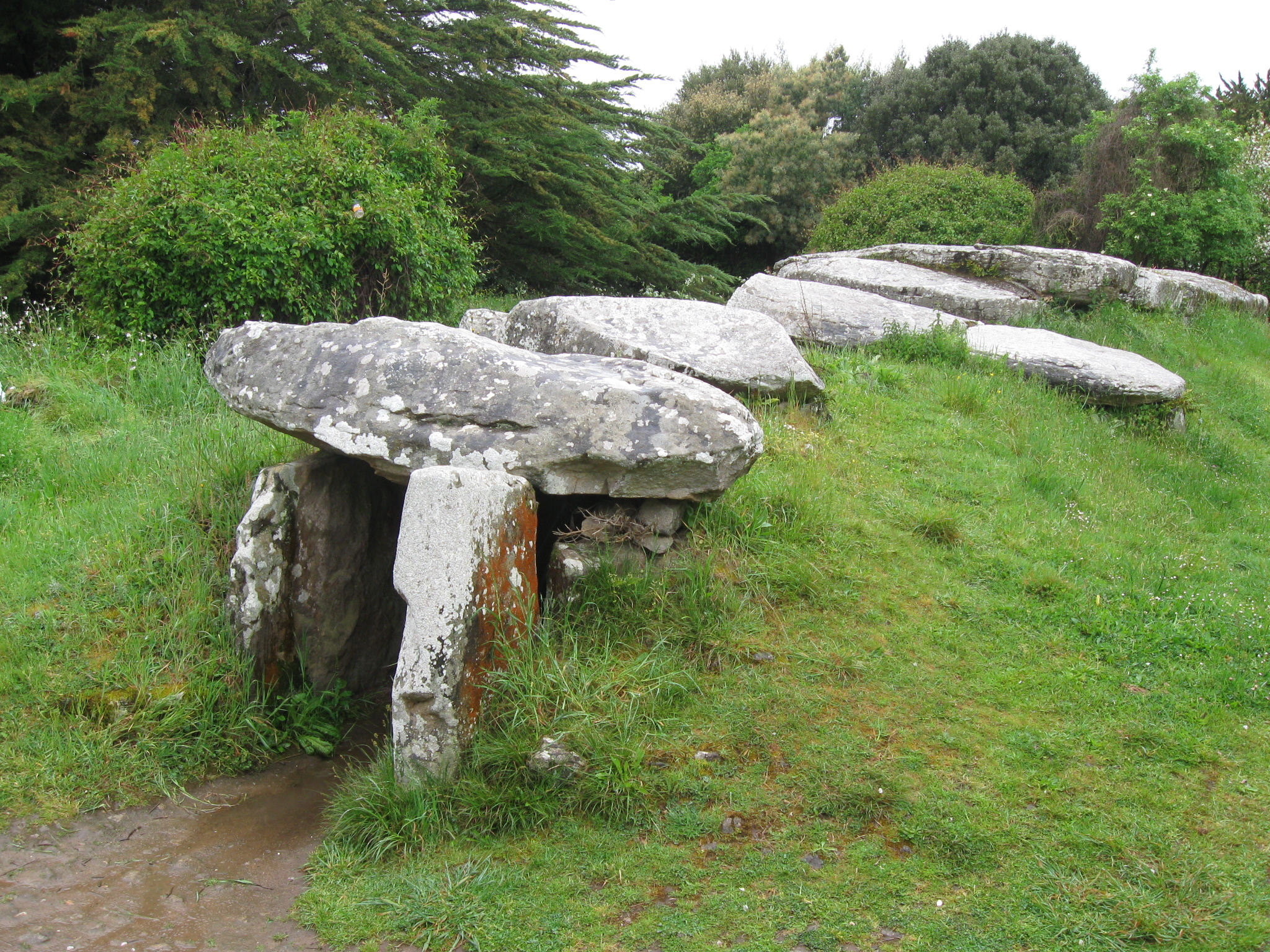
Hunebed, Frankrijk
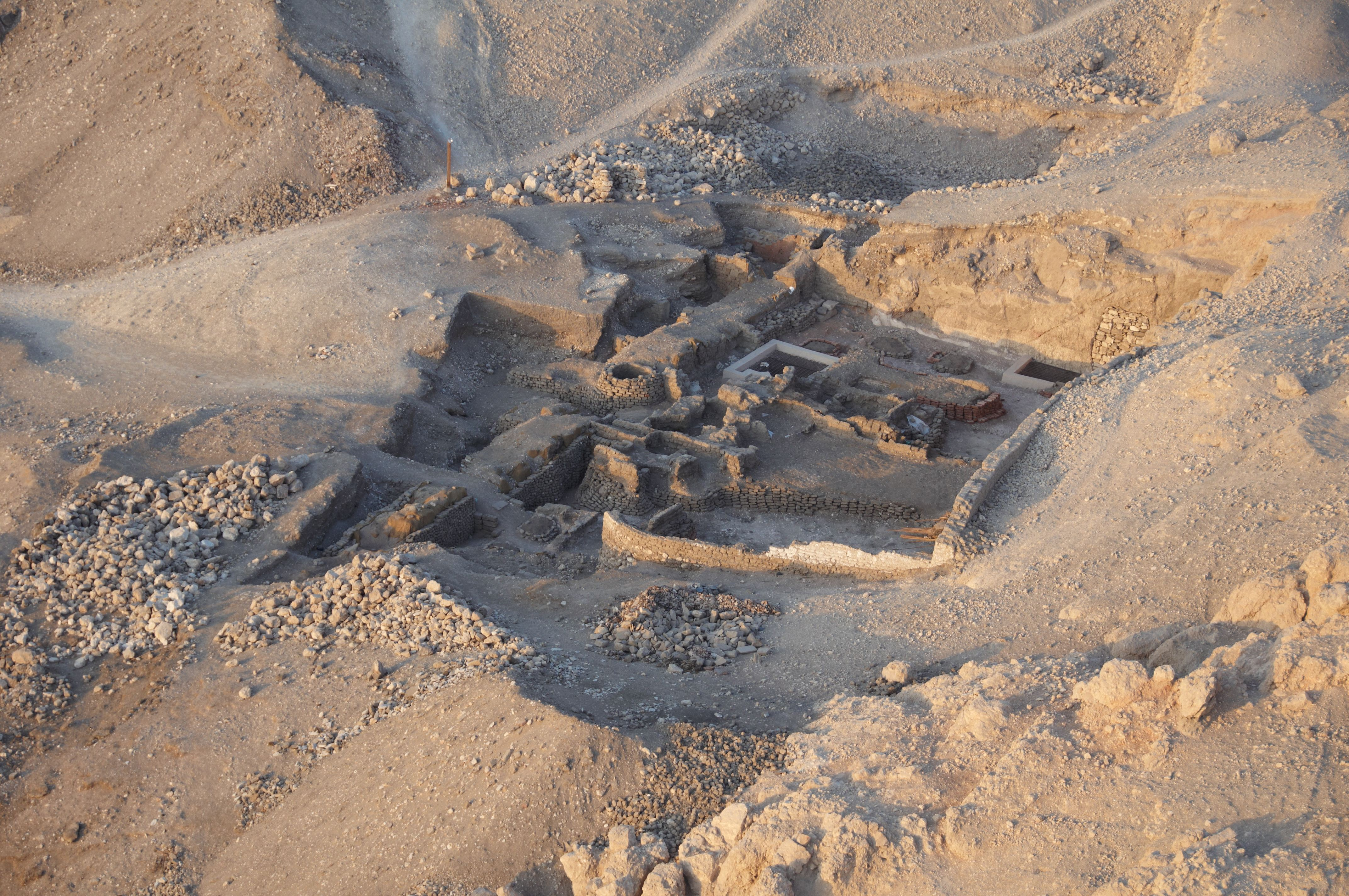
Vallei der Koningen, Egypte
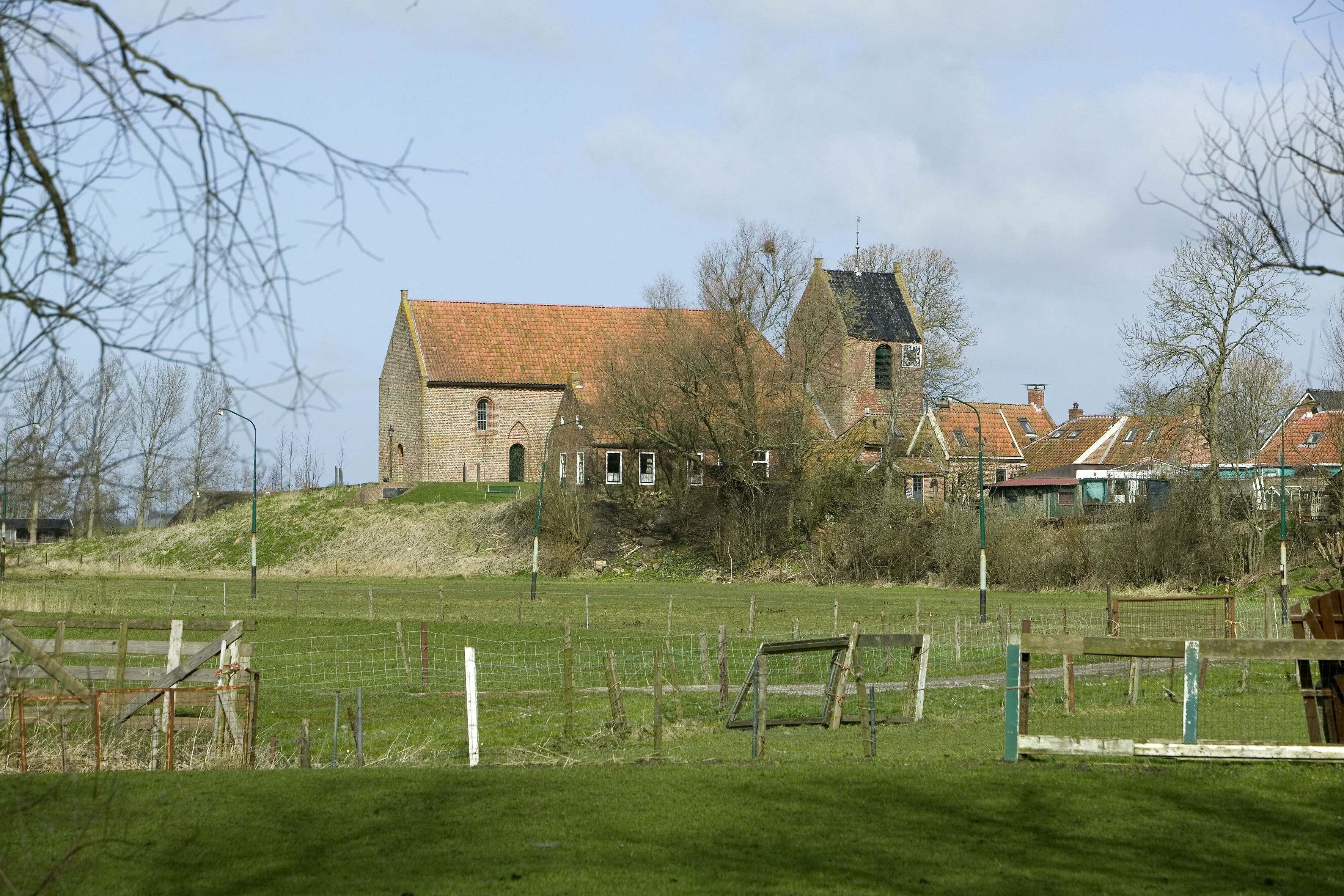
Gedeeltelijk afgegraven wierde van Ezinge